# Elara (Mythologie)
Elara (altgriechisch Ἐλάρα Elára) ist in der griechischen Mythologie eine Nymphe, Tochter des Königs Orchomenos, und mit Zeus die Mutter des Tityos. 
Zeus versteckte Elara, nachdem er sie geschwängert hatte, vor seiner eifersüchtigen Frau Hera tief in der Erde, weshalb Tityos auch Sohn der Gaia genannt wird. Bei der Geburt des riesigen Kindes starb die Mutter.
Auf Euböa soll es eine nach ihr Elarion benannte Höhle und ein Heroon des Tityos gegeben haben.